# Cut the Crap
Cut The Crap é o sexto e último álbum de estúdio da banda britânica de punk rock The Clash, lançado originalmente em novembro em 1985. Foi o primeiro e único álbum gravado após a demissão de Topper Headon do grupo em 1982 e a saída de Mick Jones em 1983.

## Informação
De acordo com o guitarrista Vince White o título original do álbum era Out of Control (em português:  Fora de controle), mas foi trocado para Cut the Crap pelo empresário Bernie Rhodes pouco antes de seu lançamento sem o conhecimento da banda. Rhodes também produziu o disco, usando o pseudônimo de "José Unidos" (presumivelmente para sugerir que Joe Strummer havia sido o produtor).
"This Is England" foi a única canção de Cut the Crap a ser incluída nas compilações The Essential Clash e Singles Box, apesar de que nenhuma faixa deste álbum havia sido incluída em compilações anteriores como Clash on Broadway ou The Story of the Clash.
Na década de 2000, o disco foi remasterizado e relançado na Europa somente com a faixa bônus "Do It Now". O relançamento foi pouco anunciado e não contou com nenhuma promoção. Este lançamento ocorreu após o relançamento do resto do catálogo da banda em dezembro de 1999 (janeiro de 2000 nos EUA).
"This Is England" foi incluída em Singles Box, lançado em 2006, ao lado de seus dois lados B da época de seu lançamento original, "Do It Now" and "Sex Mad Roar".

## Recepção
A recepção crítica e comercial ao álbum foi fraca, com exceção de seu único single, "This Is England". A ausência de Jones somada à expulsão do baterista Topper Headon, incapaz de lidar com a dependência em heroína, levaram muitos a considerarem Cut the Crap como um álbum solo de Strummer. Um dos principais motivos da deficiência artística do álbum foi a crescente desilusão de Strummer com o grupo e também pelo luto que enfrentava após a morte de seus pais. Mais tarde, Strummer iria renegar o álbum como um todo.
Assim sendo, o álbum foi renegado pelos puristas da história do Clash, incluindo a própria banda; não foi sequer mencionado no documentário sobre a história do Clash, Westway to the World.

## Faixas
Todas as faixas foram creditadas a Joe Strummer e Bernard Rhodes.
1. "Dictator" – 3:00
2. "Dirty Punk" – 3:11
3. "We Are the Clash" – 3:02
4. "Are You Red..Y" – 3:01
5. "Cool Under Heat" – 3:21
6. "Movers and Shakers" – 3:01
7. "This Is England" – 3:49
8. "Three Card Trick" – 3:09
9. "Play to Win" – 3:06
10. "Fingerpoppin'" – 3:25
11. "North and South" – 3:32
12. "Life Is Wild" – 2:39

Relançamento na Europa em 2000
1. "Do It Now" - 3:08

## Paradas
| Ano  | Parada               | Posição |
| ---- | -------------------- | ------- |
| 1985 | The Billboard 200    | 88      |
| 1985 | Swedish Albums Chart | 30      |
| 1985 | UK Albums Chart      | 16      |